# Kelleronia revoilii
Kelleronia revoilii är en pockenholtsväxtart som först beskrevs av Adrien René Franchet, och fick sitt nu gällande namn av Emilio Chiovenda. Kelleronia revoilii ingår i släktet Kelleronia och familjen pockenholtsväxter. Inga underarter finns listade i Catalogue of Life.